# 旗艦影業
旗艦影業（Flagship Entertainment）是一間電影制作及發行公司，2016年3月16日由華納兄弟娛樂公司、華人文化產業投資基金及邵氏兄弟國際影業有限公司合資成立，華人文化領導的財團持股51％，華納兄弟則持股49％，在香港設立總部，並在洛杉磯和北京設有分支機構，會同時製作華語及英語電影，預計首部作品會於2016年推出。

## 电影作品
- 《極悍巨鯊》，根据美国畅销书《巨齿鲨》改编的驚慄片
- 《酱园弄杀夫案》，陈可辛导演，改编自1940年代上海的民国四大奇案之一
- “Beautiful Coma”，科幻爱情片
- 《陆垚知马俐》，文章的导演处女作
- 《使徒行者》，張家輝、古天樂、吳鎮宇、佘詩曼主演，王晶監製、文偉鴻執導的香港警匪懸疑動作電影。
- 《偷天任務》，劉德華、黃曉明、王祖藍主演，王晶監製的尋寶歷險電影。
- 《殺破狼·貪狼》，古天樂、林家棟、Tony Jaa主演。
- 《巨齒鯊2：海溝深淵》，2023。